# Zanjón del Cerro Negro
Zanjón del Cerro Negro es un brazo del río Senguer que desagua intermitentemente sobre el lago Colhué Huapi.
Se localiza al sur de la localidad rural de Colhué Huapi a más de 20 kilómetros al sur de la ciudad de Sarmiento, departamento del mismo nombre, en la provincia del Chubut, Argentina. Posee un curso meandroso y debe su existencia al amplio delta donde el río Senguer se ramifica brazos en dirección a los lagos Colhué Huapi y Musters. Precisamente, el Zanjón es el más austral y olvidados de ellos.

## Toponimia
El primer componente de los nombres del río se explica porque en la zona los ríos y arroyos que tiene aspecto simple y de poca notoriedad son llamados zanjones. Por otra parte, toma su segundo nombre del accidente geográfico cerro Negro; el cual es de gran notoriedad en la región y que se asienta a escasa distancia del curso del agua.

## Origen geológico
El Senguer en su paso rumbo nordeste entre terrazas aluviales limitadas por la pampa de María Santísima y el cerro Puricelli (579 m), hacia el este; y por la sierra de San Bernardo, hacia el oeste. En su camino hacia el lago Musters, el río alcanza una llanura aluvial y eólica en donde se subdivide en numerosos cauces (generalmente secos) formando un abanico que se orienta hacia el nordeste. Su curso permanente se dirige hacia el lago Musters volviendo a subdividirse poco antes de alcanzarlo para aportar también al lago Colhué Huapi, ubicado al este del anterior. El zanjón del Cerro Negro, es el brazo del Senguer más austral, forma meandros y lagunas alcanzando al lago Colhué Huapi sólo durante las crecidas.

## Historia
La zona que circunda al río fue profundamente modificada desde mediados de 1911 con la llegada de la obra del ferrocarril Comodoro Rivadavia a Colonia Sarmiento. Los testimonios históricos frecen un registro del potente caudal de agua del Zanjón del Cerro Negro y el delta en el que el Senguer discurría sus aguas. Puntualmente, se observa en una de las imágenes de fondo al Cerro Negro y fue tomada en inmediaciones de la que sería la estación de ferrocarril de Colhué Huapi. La misma registra a obreros del ferrocarril construyendo una alcantarilla de desagote debajo de las vías. La obra de embalse del río fue erigida gracias a bolsones con tierra que reforzaron las márgenes del terraplén del tendido, para que el agua que se embalsaba a sus lados no lo horade. El tamaño del río era tal que por el hueco de la obra el agua fluía con vigor, formando olas.  Fue un trabajo completamente artesanal en condiciones precarias. La imagen además mostró que en derredor no se aperciban árboles de las chacras de Colhué Huapi que aún eran un proyecto. Como conclusión, el caudal del Zanjón y de todo el río en general era abundante durante estos años previos a la instalación de la localidad. Esto se explica porque todavía no se practicaba el riego por inundación para generar mallines y juncales, que posibilitan introducir más ganado para pastoreo. El ferrocarril a pesar de haber desaparecido en 1978 dejó su huella en el río con la presencia del enorme puente ferroviario Colhué Huapi de hierro que esta perfectamente preservado y rodeado de infraestructura ferroviaria.
El río estuvo a punto de volver a ser importante junto con su puente cuando una propuesta para potenciar turísticamente al Bosque petrificado Sarmiento, mediante un tren turístico, se presentó 1991. Un grupo de gente propuso desarrollar el turismo con un tren desde Sarmiento hasta el Bosque Petrificado el cual dista a unos 38km al sur de Sarmiento. El plan era aprovechar la vía abandonada que aun estaba intacta del ex ferrocarril de Comodoro Rivadavia a Sarmiento. Posiblemente, fueran inspirados por el éxito de La Trochita y es plausible que también supieran de las intenciones de instalar en Ushuaia el Tren del Fin del Mundo. Reflexionaban usar los rieles antiguos de trocha ancha, que aun para ese año estaban intactos, y explotar además el material rodante sobrante en El Maitén. Para inicios de los años 2000 el intendente Britapaja de Sarmiento apoyó la iniciativa y expuso el proyecto ante el Congreso. A pesar de que se volvió a insistir, esta vez de manera oficial, el proyecto no prosperó. El tema se abandonó casi por completo, cuando el patrimonio ferroviario fue víctima de los desguaces ordenados por el exgobernador Das Neves en 2005 y que en 2006 fueron frenados por un amparo de los vecinos. Aunque este levantamiento de las vías había acabado con casi todo el ferrocarril. Sin embargo, se lo pudo detener por orden de la justicia a la altura del Kilómetro 162. Por este hecho, se logró salvar desde inmediaciones del punto Kilómetro 162 hasta inmediaciones de Sarmiento casi todo el patrimonio histórico ferroviario que perduraba, incluido este puente.

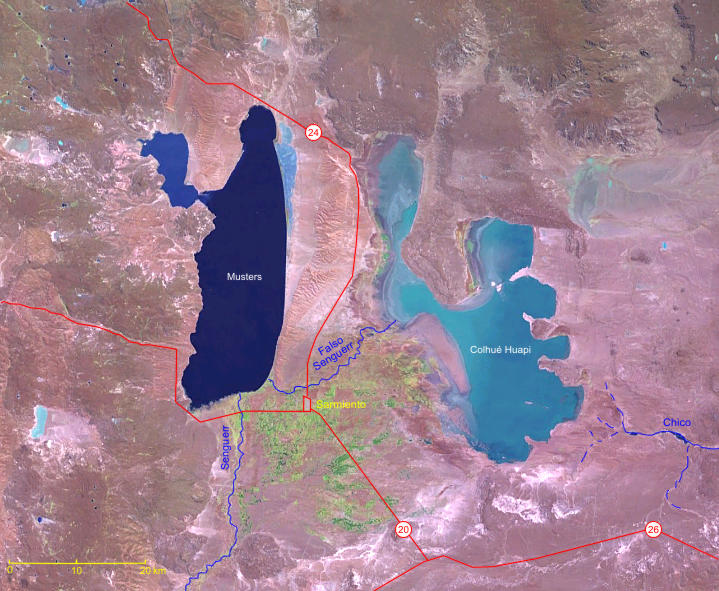
Vista satelital de los lagos Musters y Colhué Huapi con el Zanjón del Cerro Negro de color blanco en la parte inferior de la imagen. El aspecto fue estar totalmente seco en 2008

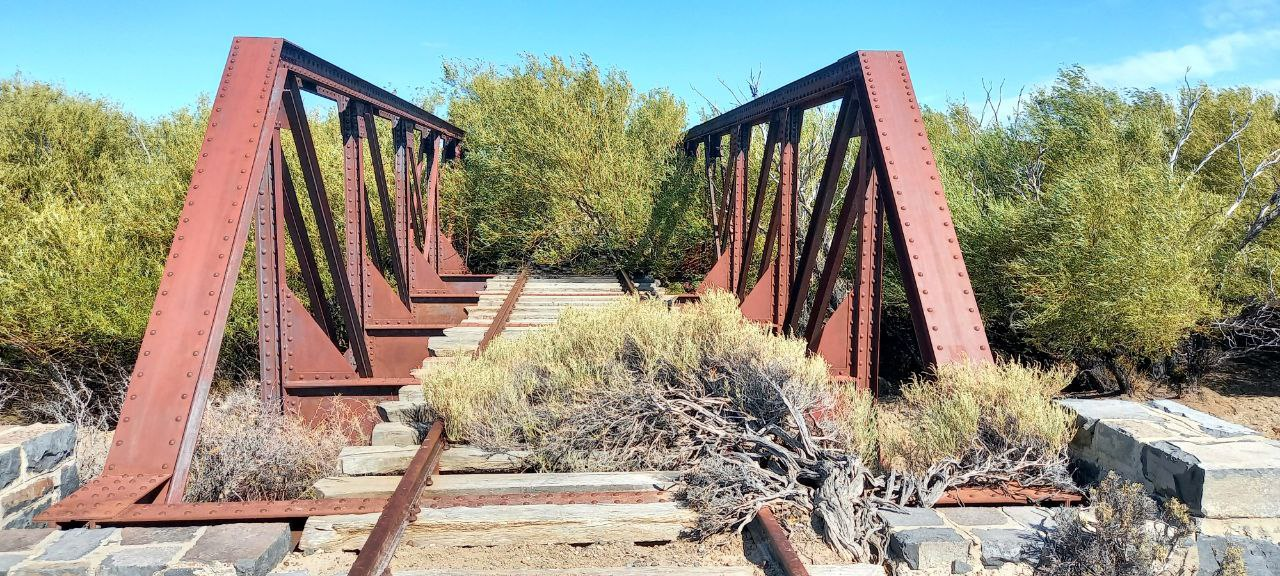
El puente invadido por matas y árboles, con vías rumbo a Comodoro. Nótese su extensa cortina de sauces que se abrazan en las márgenes del río.

El ferrocarril trajo con sigo la instalación de una localidad al norte del río que desarrolló un poblado rural con estructura urbana dispersa. Debido a que la población es agraria se conforma por diversas chacras productivas lindantes entre ellas. Esto produjo que la localidad no tuviera la forma básica, de pueblo con plaza o casas aglomeradas. Esta zona no cambió su aspecto y hoy es conocido como zona de chacras de la vecina Sarmiento. El poblado fue estratégico, ya que se hallaba en una zona oasis de la Meseta patagónica, sobre el valle de Sarmiento. El valle no tuvo problemas con el agua debido al gran caudal del río Senguer. A pesar del potencial de la zona el valle  estuvo cultivado en todas sus posibilidades. Gracias a esta abundancia hídrica los primeros pobladores abrieron canales desde los brazos del río Senguer para canalizar el agua de este delta hacia sus chacras. A partir de la extensa explotación agraria del valle de Sarmiento se construyó un azud de toma sobre el río Senguer y un sistema de canales matrices, principales, secundarios, terciarios y cuaternarios. Aun subsisten una serie de canales con tomas libres del mismo río para alimentar zonas que no estaban bajo el dominio de riego del canal principal, y en la zona donde el sistema de riego proyectado no pudo ser construido, ya que se interrumpen al llegar a la línea férrea del tramo Colhué Huapi - Sarmiento. Esto produjo que se utilizaran los cauces de drenaje natural para conducir agua de riego. Esta metodología de uso, además de impedir un funcionamiento de los mismos como canales de drenaje, necesita de generar amplias zonas de inundación aguas arriba de las vías del ferrocarril, para poder alimentar los canales de drenaje que son utilizados para riego aguas abajo de las vías. Los canales usados son de toma libre desde el río Senguer y sus brazos: Compuerta Cerro Negro, Zanjón del Cerro Negro, Compuerta Grande, Ramal Sarmiento, Ramal Chenque o Zanjón Compuerta Grande, Ramal Colhué Huapi, Compuerta Los Holandeses y dos canales de riego. Todos juntos poseen una longitud de 61150 metros y la máxima capacidad de conducción del canal matriz es del orden de 7 m³/s, debido a las limitaciones por erosiones laterales del canal Matriz. Se estima que las posibilidades de expansión del actual sistema sin modificar el azud derivador y el canal matriz están reducidas a una superficie máxima del orden de 15.000 hectáreas. Aun estos canales son usados por sus descendientes que continúan la práctica del riego por inundación. En tanto, el drenaje tras regar por inundación se descarga en diversos puntos: el Falso Senguer, otros canales y el lago Colhué Huapi.

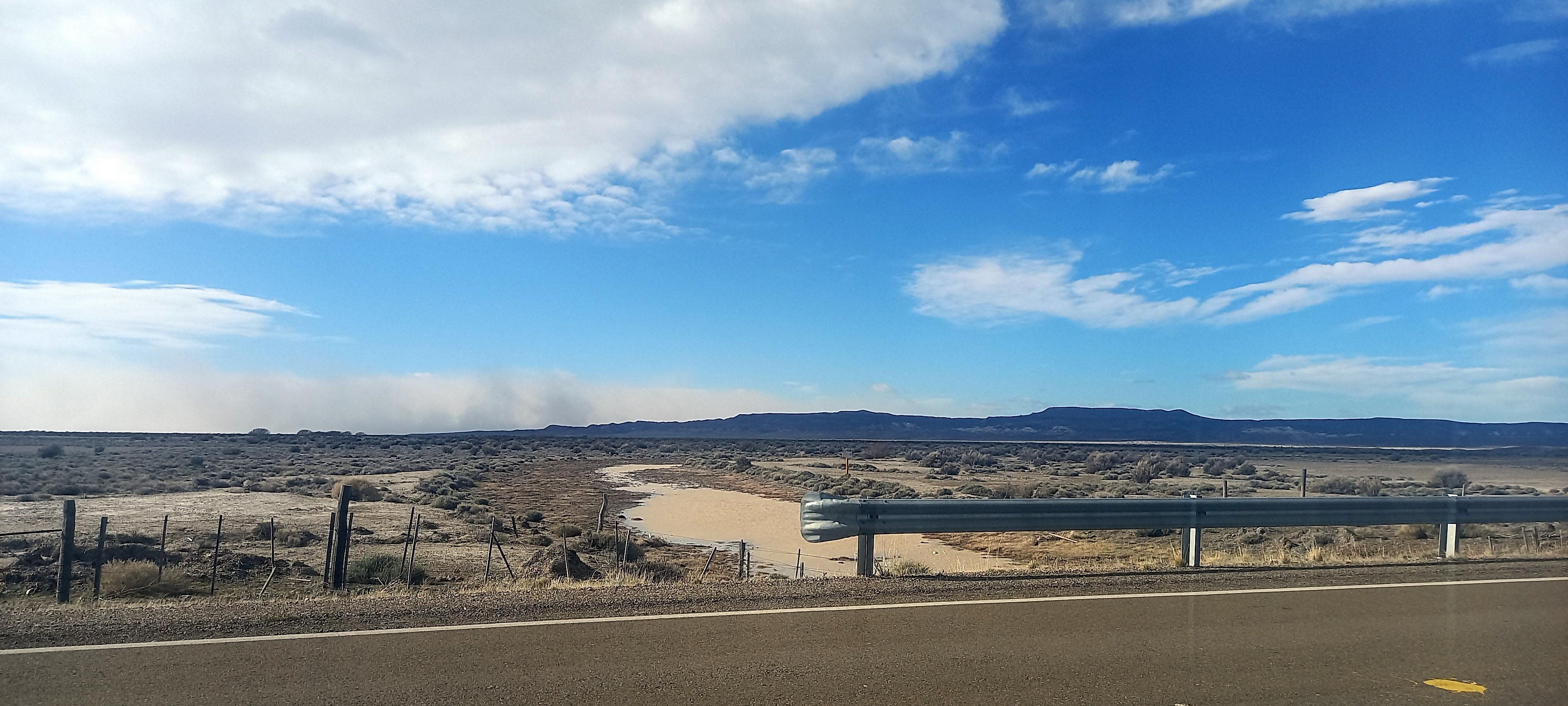
El río tras atravesar la ruta 26 rumbo al Colhué, considerablemente disminuido.

Sin embargo, a pesar de la poca inversión y de la falta de tecnología; la zona productora de Colhué Huapi se hizo de una producción sostenida. La misma fue capaz de abastecer, por medio del ferrocarril, a la creciente población de Comodoro Rivadavia que necesitaba comestibles y materias primas. Esto aseguraba más tráfico general que el ramal Puerto Deseado a Colonia Las Heras, el cual cruzaba una zona totalmente árida. Como consecuencia de la actividad agrícola-ganadera, sus aguas fueron desviadas hacia las estancias para formar lagunas para el aganado o regar distintas producciones agrícolas a lo largo de los años. La mayor pérdida de aguas se da entre los kilómetros 6 y 23 de su trayecto con números desvíos hacia las chacras sin control alguno. Esto produjo que río tenga un aspecto de ser un arroyo, este seco a veces o sea confundido uno de los tantos canales de desagote de los campos y en consecuencias sus aguas dejen de alcanzar al lago Colhué Huapi, solo pudiendo llegar a este con grandes crecidas excepcionales. De este modo, se alteró gravemente el equilibrio hidrológico de la zona ya frágil. Para complicar la existencia del lago, el avance de las obras la ruta 26 recibió asfalto y terminó de  taponear una especie de delta que desaguaba en la costa centro oeste del Colhué Huapi que fue un tercer afluente del lago.

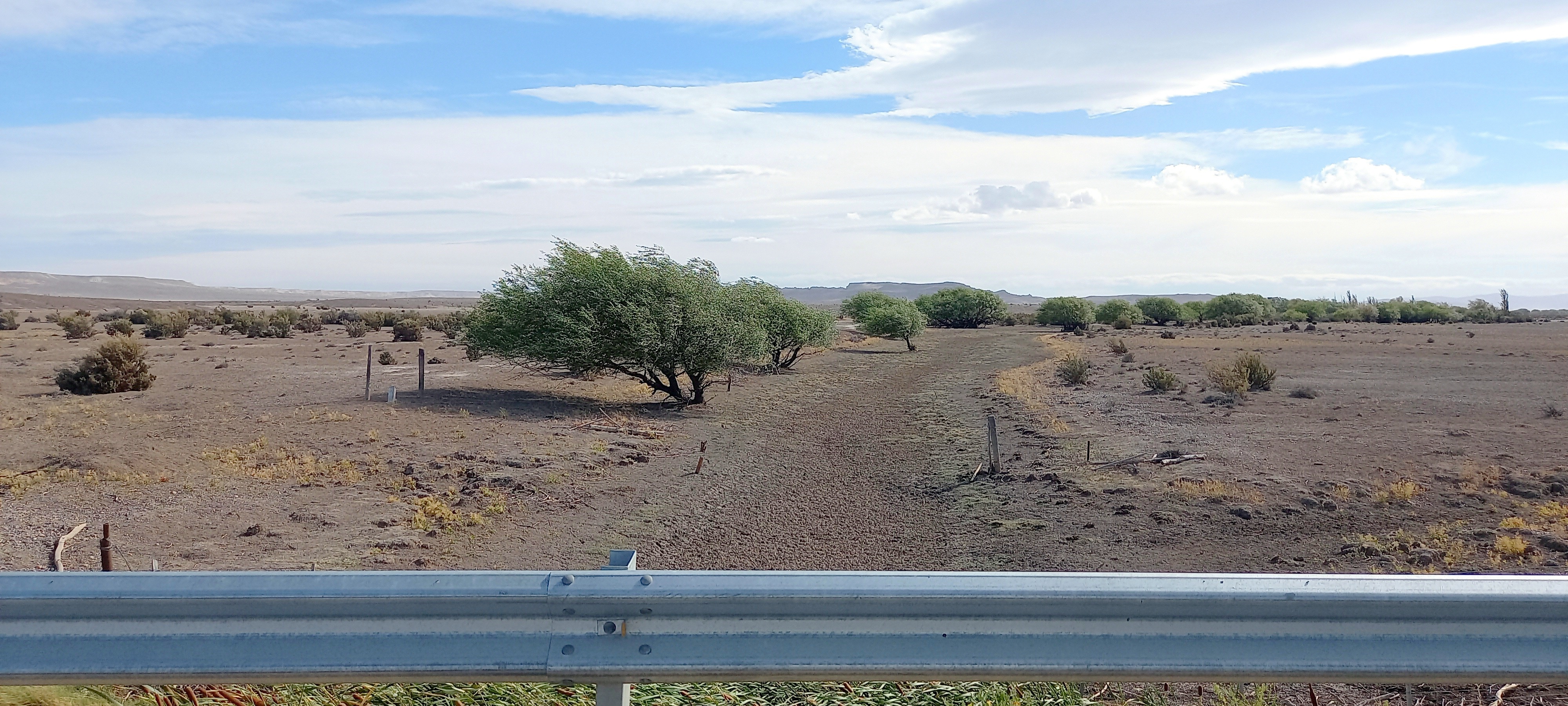
Lecho seco del río antes de atravesar la ruta en pleno verano.

Actualmente, pocas chacras se encuentras habitadas y en producción. Los pocos habitantes que prevalecen son descendientes directos de los primeros pobladores y lograron conformar la Asociación Vecinal Rural Colhué Huapi en 2014, se ubica en la zona sur de Sarmiento, y cuenta con 25 vecinos que se dedican a la producción de ganado bovino y cría de ovejas. La organización vecinal confirma el destino de la localidad como zona rural de chacra organizada bajo barrio de Sarmiento y en pos de modernizar las técnicas de riego para el recupero de la producción de la zona. En cuanto a la caída de la producción, se debe a que el 95% de los establecimientos ejerce el riego por inundación que afecta al caudal del río Senguer y sus diferentes brazos. Como resultado hay casi 8 mil hectáreas que fueron regados con los viejos canales y terminaron formando mallines natural en campo natural, a la que se les tira agua en forma excesiva, incluso para el rendimiento de las pasturas. El anegamiento permanente produce juncos y otras palustras; dando como resultado un suelo salinizado y deteriorado incapaz de producir. La pérdida total por el mal manejo del agua se estima en 10.000 hectáreas. Sin embargo, hoy hay en el valle de Sarmiento 2.700 hectáreas de terrenos sistematizados, es la gente que produce asfalta y pasturas para la práctica ganadera y una mínima cantidad de hectáreas que es regada mediante el sistema de goteo. La crisis hídrica llevó al gobierno a planear a los productores la nivelación de los campos, la sistematización de los riegos y no uso del riego por inundación. Esto en función de que en el valle sarmientino se usa hasta un 80% del agua del Senguer para la agricultura.
Para los años 1990 el recuerdo del río aun estaba patente y fue retratado como tal en su desprendimiento del Senguer, su paso por el sur de Colhué Huapi hasta su desembocadura en el lago. El mapa también recogió el trazado del ferrocarril y los principales puntos. Hoy solo se nombra al Falso Río Senguer como único afluente del lago Colhué Huapi.
El 20 de abril de 2017 toda la zona sufrió una gran inundación y el río recuperó su tamaño y magnificencia permitiéndole alcanzar y aportar al llenado del lago Colhué Huapi que volvió a la vida por un perdido de tiempo junto al también seco río Chico.

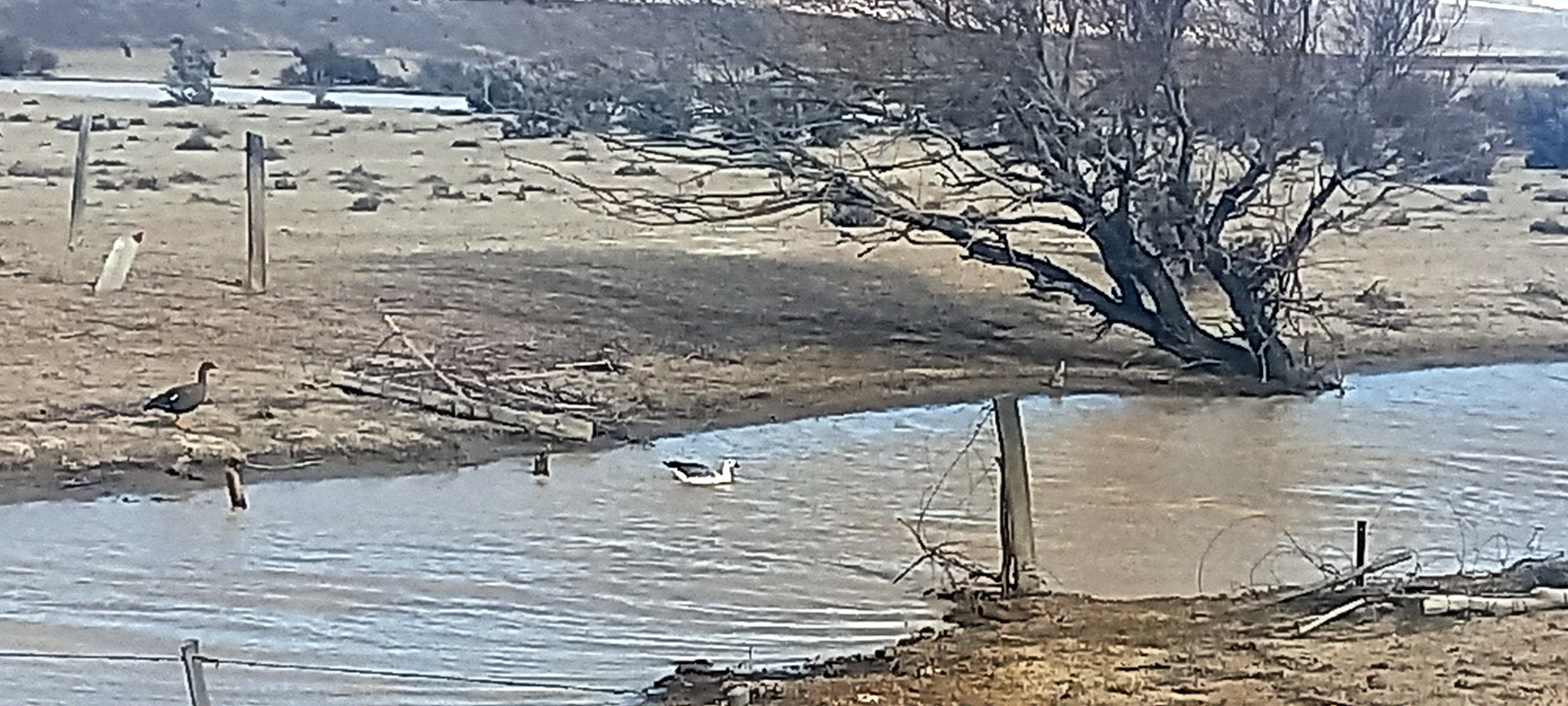
Avutardas alimentándose en el cauce del río. Nótese el pequeño tamaño de este brazo del Senguer tras haber discurrido sus aguas por las chacras sarmientinas y asemejarse a un canal de riego o un arroyo.

## Galería
| |
| Puente ferroviario Colhué Huapi intacto visto desde la vía rumbo a Sarmiento atravesando el cauce del río arbolado por sauces. |

| |
| El río aun presente en 1962 en un mapa de los puntos más relevantes del ferrocarril. obsérvese como fue retratado desde su nacimiento como brazo del Senguer, su paso debajo de Colhué Huapi y la llegada segura que tenía en el lago. |

| |
| Fauna autóctona en los mallines formamos en las chacras que usan las aguas del río para la ganadería y agricultura por inundación y que afectan el tamaño del río. |